# Чемпионат СССР по самбо 1954
9-й Чемпионат СССР по самбо проходил в Харькове с 3 по 8 апреля 1954 года. В соревнованиях участвовало 144 спортсмена от 12 союзных республик и городов Москвы и Ленинграда. Главный судья соревнований — Лев Турин.

## Медалисты
| Весовая категория           | Золото                                            | Серебро                                       | Бронза                                      |
| --------------------------- | ------------------------------------------------- | --------------------------------------------- | ------------------------------------------- |
| Наилегчайший вес (до 56 кг) | Михаил Шахов «Динамо» (Украинская ССР)            | И. Козлов «Динамо» (РСФСР)                    | Ф. Галимов «Динамо» (Москва)                |
| Легчайший вес (до 60 кг)    | О. Пронин «Динамо» (Москва)                       | Сабир Гусейнов «Динамо» (Азербайджанская ССР) | Тенгиз Элердашвили «Искра» (Грузинская ССР) |
| Полулёгкий вес (до 64 кг)   | Линар Салимуллин Советская Армия (Украинская ССР) | Николай Ниниашвили «Динамо» (Грузинская ССР)  | Г. Орлов «Наука» (Ленинград)                |
| Лёгкий вес (до 68 кг)       | Анатолий Латышев «Динамо» (Москва)                | А. Трофимов «Динамо» (Ленинград)              | Марк Гиршов «Наука» (Ленинград)             |
| Полусредний вес (до 72 кг)  | Евгений Глориозов «Медик» (Москва)                | И. Симонов «Наука» (Ленинград)                | Илья Латышев «Динамо» (Москва)              |
| Средний вес(до 79 кг)       | Ярослав Волощук «Динамо» (Украинская ССР)         | А. Квеладзе «Динамо» (Грузинская ССР)         | Михаил Рурак «Динамо» (Москва)              |
| Полутяжёлый вес (до 87 кг)  | Эстате Каркусашвили «Динамо» (Грузинская ССР)     | Шота Даушвили «Динамо» (Грузинская ССР)       | Альфред Пилат «Динамо» (Латвийская ССР)     |
| Тяжёлый вес (свыше 87 кг)   | Отар Шинджикашвили «Динамо» (Грузинская ССР)      | Николай Братко «Динамо» (Москва)              | В. Гусаков «Строитель» (РСФСР)              |